# Транспортна корпорація Делі
Транспортна корпорація Делі (англ. Delhi Transport Corporation, DTC) — компанія-оператор громадського транспорту міста Делі, що обслуговує більшість автобусних маршрутів міста, багато міжміських та один міжнародний автобусний маршрут. Всі міські автобуси в Делі їздять на стиснутому природному газі.
Компанія була заснована в травні 1948 року Союзним урядом, а з 1958 року була підпорядкована Муніципальній корпорації Делі, а з 1971 року — Уряду Національної столичної території Делі.